# Pintor de las inscripciones

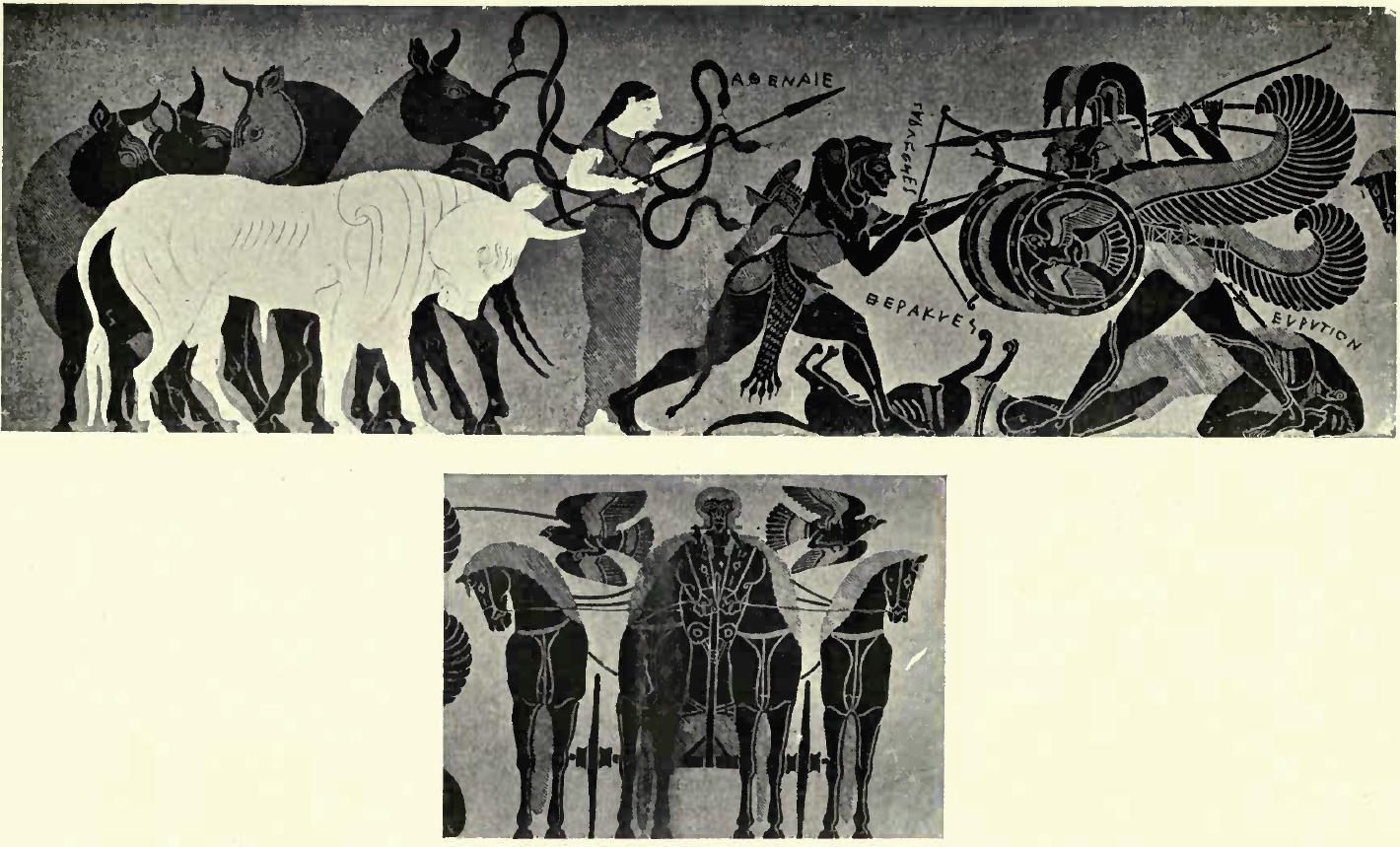
Decoración del ánfora n.º 202 del Cabinet des Médailles en París.

Pintor de las inscripciones es el nombre convencional dado al antiguo ceramógrafo griego considerado el líder del estilo que Andreas Rumpf, el erudito que primero lo identificó y clasificó, llamó calcideo. Activo entre el 560 y el 530 a. C., quizás en Regio, una colonia de la Magna Grecia, el Pintor de las inscripciones decoró grandes vasos como ánforas, hidrias y cráteras con figuras negras. Sus orígenes no se conocen todavía; se cree que las obras que se le atribuyen ya están maduras, por lo que el período de formación del autor sigue siendo desconocido; el nombre deriva de las inscripciones en el alfabeto calcideo presentes en el grupo de vasos que se le atribuyen y que se denominan Grupo de las ánforas inscritas.
Está dotado de un sentido decorativo original, que da mayor importancia a las grandes zonas de color que a los contornos y detalles internos de las figuras; la relación entre la forma y la decoración, entre las zonas claras sin pintar y las zonas oscuras de la representación también se realiza de forma cuidadosa y equilibrada. Las influencias corintias son numerosas, pero llegaron a través de la mediación del Ática.

## Actividad

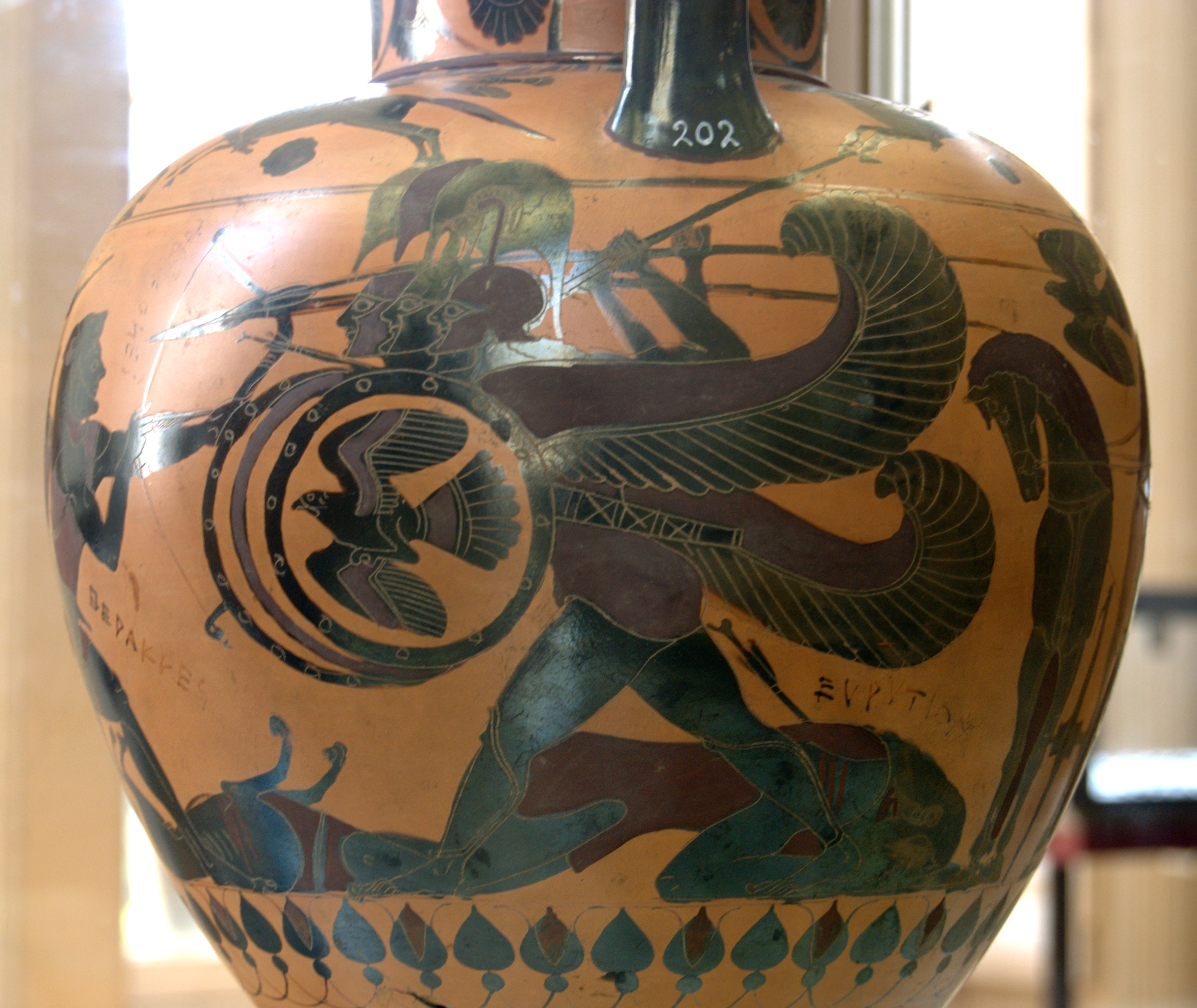
Ánfora, lucha entre Heracles y Gerión, París, Cabinet des Médailles 202.

El ánfora-psictero de Caere, llamado Psictero Castellani y que ahora se encuentra en el Museo Nacional Etrusco en Roma (n. inv. 50410), es una de las obras más antiguas, fechada justo antes del 550 a. C.. Parece derivar de los vasos corintios por el uso de la difusión del blanco directamente sobre la arcilla y por el tipo de decoración presente en el manto que cubre a las tres diosas (lado B, Juicio de Paris), pero la propia decoración y el pelo del cuerpo del sátiro (lado A), finamente inciso, se refieren a modelos áticos, así como la difusión del blanco sobre la pintura negra en el tratamiento de los rostros de las tres diosas (esto también se verá en el grupo de bueyes del ánfora de Gerión). La forma es rara y se encuentra solo en Etruria y las escenas están dotadas de una síntesis narrativa efectiva.
El ánfora con la escena del combate entre Heracles y Gerión, procedente de Vulci y se conserva en el Cabinet des Médailles de París (n. inv. 202), está asignada a un período inmediatamente posterior, alrededor del 550-540 a. C. Como en el caso anterior, la obra indica un autor ya maduro para la composición original de la escena dispuesta dentro de la banda figurativa ancha tradicional; las figuras están representadas con grandes áreas planas de color y poco detalle interno, asumiendo así un fuerte valor decorativo, pero la escena del combate está sin embargo dotada de movimiento, acentuado por el contraste con los grupos tranquilos e inmóviles de los que está rodeada.

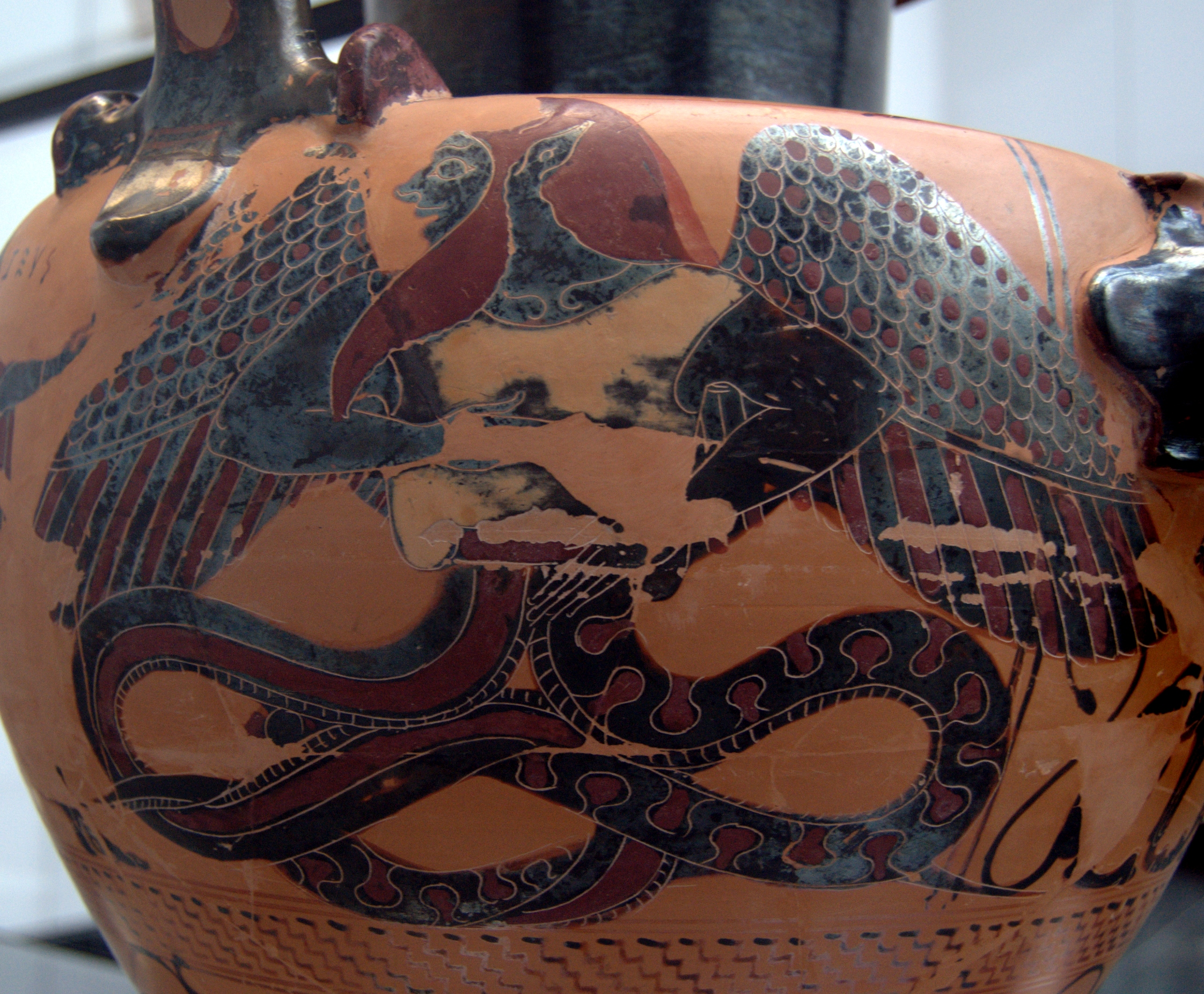
Hidria, Tifón, Múnich, Staatliche Antikensammlungen 596.

Datados alrededor del 530 a. C. son la crátera de columnas que se conserva en el Museo Martin von Wagner de Würzburg (n. inv. 160) con las parejas homéricas de Helena y Paris, Andrómaca y Héctor  y la hidria de Múnich (Antikensammlungen 596) con la lucha entre Peleo y Atalanta por un lado y la de Zeus y Tifón por el otro. En estas obras más recientes, las tendencias decorativas del Pintor de las inscripciones también aumentan inducidas por los sujetos (véase el cuerpo del Tifón gigante) que están dispuestos de manera paratética en detrimento del aspecto narrativo. Estilísticamente similares a estas obras son el ánfora n.º 203 del Cabinet des Médailles con la pratida del guerrero, la crátera n.º 315 de Würzburg con la salida de Héctor y Paris, y los vasos 146 y 147 de Würzburg, que son eminentemente decorativos. La datación de estas obras a la fase más reciente se ha asignado sobre una base estilística combinando algunos elementos como el manto de Zeus en la hidria de Múnich o las túnicas de Helena y Andrómaca en la cráter de Würzburg con los encontrados en Ática durante la transición de las figuras negras a las rojas.